# Дачное (Сахалинская область)
Да́чное — село в Корсаковском городском округе Сахалинской области России.

## География
Село находится на восточном рукаве реки Сусуя, на расстоянии 15 км от города Корсаков, административного центра округа.

## История
До 1945 года принадлежало японскому губернаторству Карафуто и называлось Симба (яп. 新場). После передачи Южного Сахалина СССР село получило современное название (предлагался также вариант Узловая).

## Население
| 2002 | 2010  | 2013  | 2021  |
| ---- | ----- | ----- | ----- |
| 1258 | ↗1642 | ↘1574 | ↘1073 |

### Половой состав
Согласно результатам переписи 2002 года, в селе проживало 1258 человек (663 мужчины и 595 женщин).

### Национальный состав
Согласно результатам переписи 2002 года, в национальной структуре населения русские составляли 83 % из 1258 чел.

## Улицы
| - ул. Дачная, - ул. Зелёная, - ул. Крайняя, - ул. Мажорная, | - пер. Мажорный, - ул. Мира, - ул. Мотострелковая, - ул. Советская, | - ул. Солнечная, - ул. Студенческая, - ул. Центральная, - ул. Шоссейная. |

## Инфраструктура
Восточнее села расположены военный городок (дома офицерского состава) и полигон.

## Транспорт
Вблизи села расположена станция Дачное-Сахалинское Сахалинского региона Дальневосточной железной дороги.